# Plus on est de fous (film, 1943)
Pour les articles homonymes, voir Plus on est de fous.
Pour plus de détails, voir Fiche technique et Distribution.
Plus on est de fous (titre original : The More the Merrier) est un film américain réalisé par George Stevens, sorti en 1943.

## Synopsis
Monsieur Dingle, sénateur, arrive à New-York avec deux jours d'avance sur sa réservation d'hôtel.
Nous sommes en guerre et la ville est saturée de soldats ; de ce fait, aucune chambre n'est disponible.
Usant de ruse et de malhonnêteté, il arrive à se faire héberger chez une Mademoiselle Constance Milligan pour un loyer de six dollars par semaine. Un jour, il aperçoit un jeune soldat cherchant également à se loger : Joe Carter. Sans avertir mademoiselle Milligan, il sous-loue la moitié de sa chambre pour 3 dollars la semaine. Bien que le sénateur essaie que son nouveau co-locataire et la propriétaire ne se croisent pas, lorsque cette dernière découvre la manœuvre, elle est en colère et enjoint aux deux compères de quitter son logement.
Mais Joe, qui a réglé son loyer, ne veut pas partir sans récupérer son argent, et Monsieur Dingle réclame à être remboursé également.
Ce que mademoiselle ne peut pas faire, puisqu'elle a déjà dépensé cette somme. Elle consent de ce fait à les garder sous son toit.
Par ailleurs, Constance Milligan est fiancée à un riche fonctionnaire chargé de la planification de nouveaux logements, un monsieur Pendergast.
Mais elle tombe amoureuse de Joe Carter, le dernier venu. Cependant il faudra un curieux concours de circonstance pour les réunir : alors qu'un jour Joe Carter regarde avec des jumelles par la fenêtre Constance partir avec son fiancé, il est dénoncé comme espion par un gamin de l'immeuble et est donc arrêté par les agents du FBI.
Joe Carter est obligé d'avouer devant le fiancé de mademoiselle Milligan qu'il vivait sous le même toit qu'elle.
Monsieur Pendergast voulant éviter le scandale, et Constance voyant que son fiancé est davantage attaché à sa carrière qu'à sa promise, cette dernière lui rend son alliance.
Monsieur Dingle, politicien lâche et sans courage, a nié devant les agents de la loi avoir logé chez mademoiselle Milligan.
Pourtant, c'est lui qui, une fois les fiançailles brisées, organisera notamment en utilisant son avion personnel le mariage de Joe et Constance avant que celui-ci ne reparte au combat.

## Fiche technique
- Titre : Plus on est de fous
- Titre original : The More the Merrier
- Réalisation : George Stevens, assisté de Budd Boetticher (non crédité)
- Scénario : Robert Russell, Frank Ross, Richard Flournoy et Lewis R. Foster
- Musique : Leigh Harline
- Photographie : Ted Tetzlaff
- Direction artistique : Lionel Banks et Rudolph Sternad
- Montage : Otto Meyer
- Production : Fred Guiol et George Stevens
- Studio de production et de distribution: Columbia Pictures
- Pays d'origine : États-Unis
- Langue : anglais
- Format : Noir et blanc - Mono
- Genre : comédie romantique
- Durée : 104 minutes
- Date de sortie : États-Unis : 12 mai 1943 (cinéma)

## Distribution
- Jean Arthur : Constance 'Connie' Milligan
- Joel McCrea : Joe Carter
- Charles Coburn : Benjamin Dingle
- Richard Gaines : Charles J. Pendergast
- Bruce Bennett : Agent du FBI Evans
- Frank Sully : Agent du FBI Pike
- Clyde Fillmore : Sénateur Noonan
- Stanley Clements : Morton Rodakiewicz

Et, parmi les acteurs non crédités :
- Ann Doran : Mlle Bilby
- Lon Poff : Un dormeur
- Douglas Wood : Sénateur dans le taxi

## Récompenses et distinctions
- Oscar du meilleur acteur dans un second rôle pour Charles Coburn